# 미우라 모에
미우라 모에(일본어: 三浦 萌, 1992년 12월 16일 ~ )는 일본의 배우, 가수, 모델이다. 아이돌 그룹 9nine의 전직 멤버이다.

## 출연 작품
- 그랩 더 선 (2016)
- 도쿄 시티 걸 (2015)
- 파랑새 (2008)
- 혐오스런 마츠코의 일생 (2006)